# Anton Ginsburg
Pour les articles homonymes, voir Ginsburg.
Anton Giliarovich Ginsburg (né à Moscou le 18 septembre 1930 et mort le 19 juillet 2002) était un pianiste russe.
Disciple de Heinrich Neuhaus, il est diplômé du Conservatoire de Moscou en 1953. Quatre ans plus tard, il gagne le concours Smetana à Prague. Ginsburg est un concertiste actif en URSS mais également à l'étranger, en particulier en tant que partenaire privilégié du violoncelliste Daniil Chafran.